# 배드 보이스 써클
배드 보이스 써클은 대한민국의 3인조 록 밴드로, 1998년 7월 15일 1집 《B-BOYS`C》으로 데뷔하였다.

## 구성원
| 이름   | 소개 |
| ------ | --- |
| 최일권 | - 이름: 최일권 (Choi il-Kwon, 崔一權) - 생년월일: 1977년 8월 25일(47세) - 포지션: 리더, 리드보컬, 프로듀싱, 리드 기타 |
| 신태권 | - 이름: 신태권 (Sin Tae-Kwon, 申太權), 본명 박노철 - 생년월일: 1978년 11월 2일(46세) - 포지션: 보컬, 랩, 드럼         |
| 여인택 | - 이름: 여인택 (Yeo In-Tack, 呂寅宅) - 생년월일: 1981년 9월 24일(43세) - 포지션: 백 보컬, 베이스                      |

## 이전 구성원
| 이름   | 소개 |
| ------ | --- |
| 송운석 | - 이름: 송운석 (Song Un-Suk, 宋云錫) - 생년월일: 1977년 12월 12일(47세) - 포지션: 서브보컬 (당시), 베이스 |

## 결성과 데뷔, 그리고 해체
이전부터 록 음악에 관심이 많았던 이수만 대표는 1997년 가을 쯤에 SM의 2번째 록 밴드인 배드 보이스 써클을 구성했다. 당시 구성 멤버는 3인조로 리드 기타리스트 최일권, 베이시스트 송운석, 드러머 신태권 이었다. 하지만 이들 중 송운석은 개인 사정으로 팀에서 나가고, 이후 팀을 재정비한 배드 보이스 써클은 7월 15일에 타이틀곡 《왜 안돼! 왜 안돼! (승차거부)》로 공식 데뷔했다. 하지만 1집 이후 배드 보이스 써클은 해체하였고 최일권, 신태권은 각자의 길을 선택했으며, 여인택은 SM에 잔류하여 세션 베이시스트로 활동하고 있다.
현재 신태권은 쇼파르 뮤직이라는 레이블을 세워서 운영하고 있다.